# Salvador Bacarisse
Pour les articles homonymes, voir Bacarisse.
Salvador Bacarisse Chinoria (Madrid, 12 septembre 1898 - Créteil, 5 août 1963) est un compositeur espagnol.

## Biographie
Bacarisse est né à Madrid et étudie la musique au Real Conservatorio Superior de Música de Madrid avec Manuel Fernández Alberdi (piano) et Conrado del Campo (composition). Il est un des fondateurs du Groupe des Huit (fondé dans l'esprit des Six pour lutter contre le conservatisme musical) et a contribué à promouvoir la musique moderne en tant que directeur artistique de l'Unión Radio jusqu'en 1936. À la fin de la guerre civile espagnole en 1939, Bacarisse s'exile à Paris après avoir rejeté le régime militariste de Francisco Franco. De 1945 jusqu'à sa mort, il travailla pour la Radio-télévision française comme diffuseur de programmes en langue espagnole.
Bacarisse a composé des œuvres pour piano, pour des ensembles de chambre divers, pour l'opéra (avec notamment El tesoro de Boabdil qui gagna un prix de la radio française en 1958), et pour l'orchestre, dont quatre concertos pour piano et un pour violon. Son ouvrage le plus connu aujourd'hui est le Concertino pour guitare et orchestre en la mineur, op. 72, composé en 1952 dans un style néoromantique. Il est connu dans un enregistrement avec Narciso Yepes.
Il est inhumé au cimetière du Père-Lachaise (97e division).